# Platypalpus acceia
Platypalpus acceia är en tvåvingeart som först beskrevs av Seguy 1942.  Platypalpus acceia ingår i släktet Platypalpus och familjen puckeldansflugor.
Artens utbredningsområde är Polen. Inga underarter finns listade i Catalogue of Life.